# Novye Zimnitsy
Novye Zimnitsy (Новые Зимницы) est un village de Russie situé dans le raïon (arrondissement) de Staraïa Koulatka de l'oblast d'Oulianovsk. Il dépend de la municipalité urbaine de Staraïa Koulatka. Sa population est exclusivement tatare.

## Géographie
Le village se trouve à 230 km de la ville d'Oulianovsk sur le plateau de la Volga dans la vallée de la Zimnitsa. Il est à 150 mètres d'altitude. Le relief est formé de collines. Le mont Chikhan culmine à 195,2 mètres et se trouve à 2,2 km du village. Le sol est composé de tchernoziom.
Le village est à 8 km à vol d'oiseau au sud-ouest de Staraïa Koulatka et à 230 km par la route d'Oulianovsk, la capitale régionale. La gare ferroviaire la plus proche est celle de Koulatka sur la ligne Syzran-Sennaïa, à 32 km.

## Histoire
Dans la liste des localités de peuplement de l'Empire russe de 1859, le village de Zimnitsy fait partie de l'ouïezd de Khvalynsk du gouvernement de Saratov, sur le côté droit de la route de Khvalynsk (ville se trouvant à 46 verstes). Le village compte alors 225 foyers, pour 855 hommes et 862 femmes et dispose de cinq mosquées.
Selon le recensement de 1897 Zimnitsy compte 3 083 habitants dont 3 060 mahométans et en 1914 il est le siège de la volost de Novye Zimnitsy. En 1911, il y a 4 106 habitants enregistrés et 376 non enregistrés. Le village est alors habité d'anciens serfs d'État tatars réunis en une seule communauté paysanne (mir).

## Population
La population en 2002 était à 100% tatare.
- 1989: 1100 habitants
- 2002: 715 habitants
- 2010: 628 habitants[6]

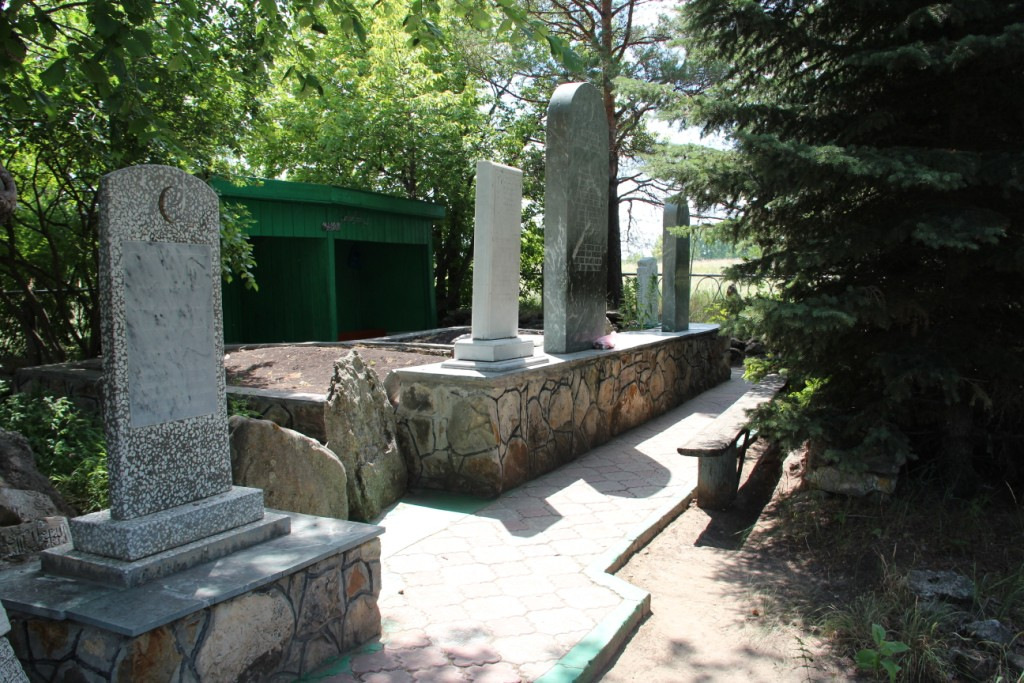
Tombe de l'ichan Habiboulla Khanssavarov (1805-1897) au vieux cimetière tatar de Novye Zimnitsy.
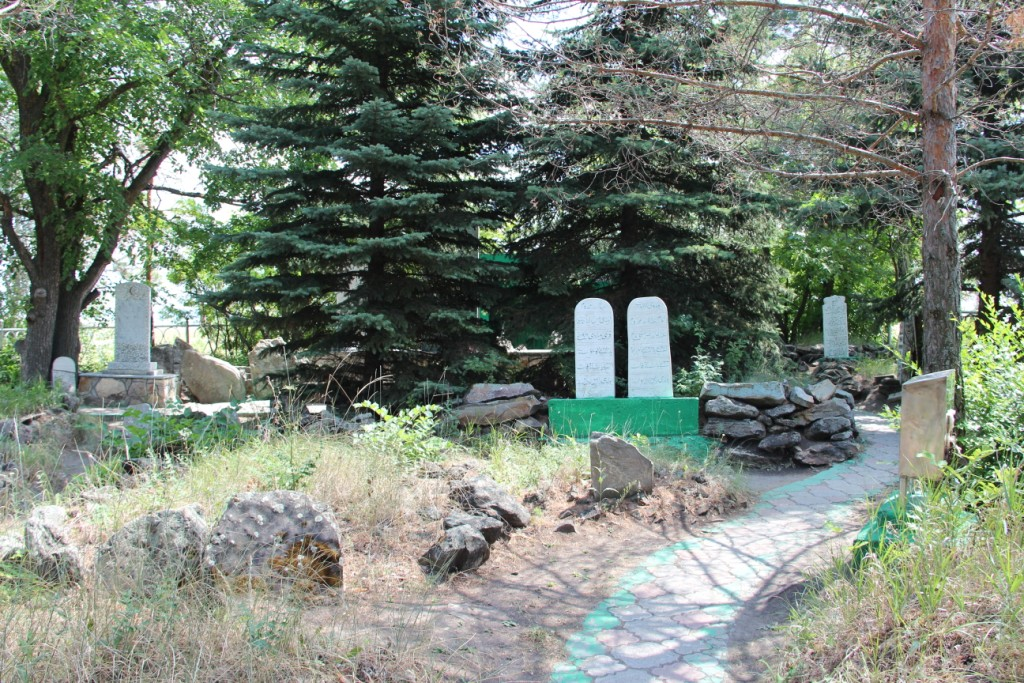
Tombe d'Habiboulla Khanssarov (1805-1897).